# Једно нас сунце грејало дуго/Немој да ме љутиш
Једно нас сунце грејало дуго/Немој да ме љутиш је једанаеста сингл-плоча певачице Снежане Ђуришић. Објављена је 28. октобра 1977. за Југотон.

## Песме
| Страна | Песма                        | Музика и аранжман | Текст песме         |
| ------ | ---------------------------- | ----------------- | ------------------- |
| А      | Једно нас сунце грејало дуго | Аца Степић        | Градимир Јовановић  |
| Б      | Немој да ме љутиш            | Аца Степић        | Милић Барјактаревић |